# Mamadou Samb
Mamadou Samb Mbaye (Dakar, 31 dicembre 1989) è un cestista senegalese naturalizzato spagnolo.

## Palmarès
- Copa Princesa de Asturias: 1

Betis Siviglia: 2019